# البكرية
قرية البكرية هي إحدى القرى التابعة لمركز ببا في محافظة بني سويف في جمهورية مصر العربية. حسب إحصاءات سنة 2006، بلغ إجمالي السكان في البكرية 2004 نسمة، منهم 971 رجل و1033 امرأة.